# Myrtis fanny
La silvistella dal collare o stella dei boschi dal collare purpureo (Myrtis fanny (R.Lesson, 1838)) è un uccello della famiglia Trochilidae, diffuso in Ecuador e Perù. È l'unica specie nota del genere Myrtis.